# Academia Franceză din Roma

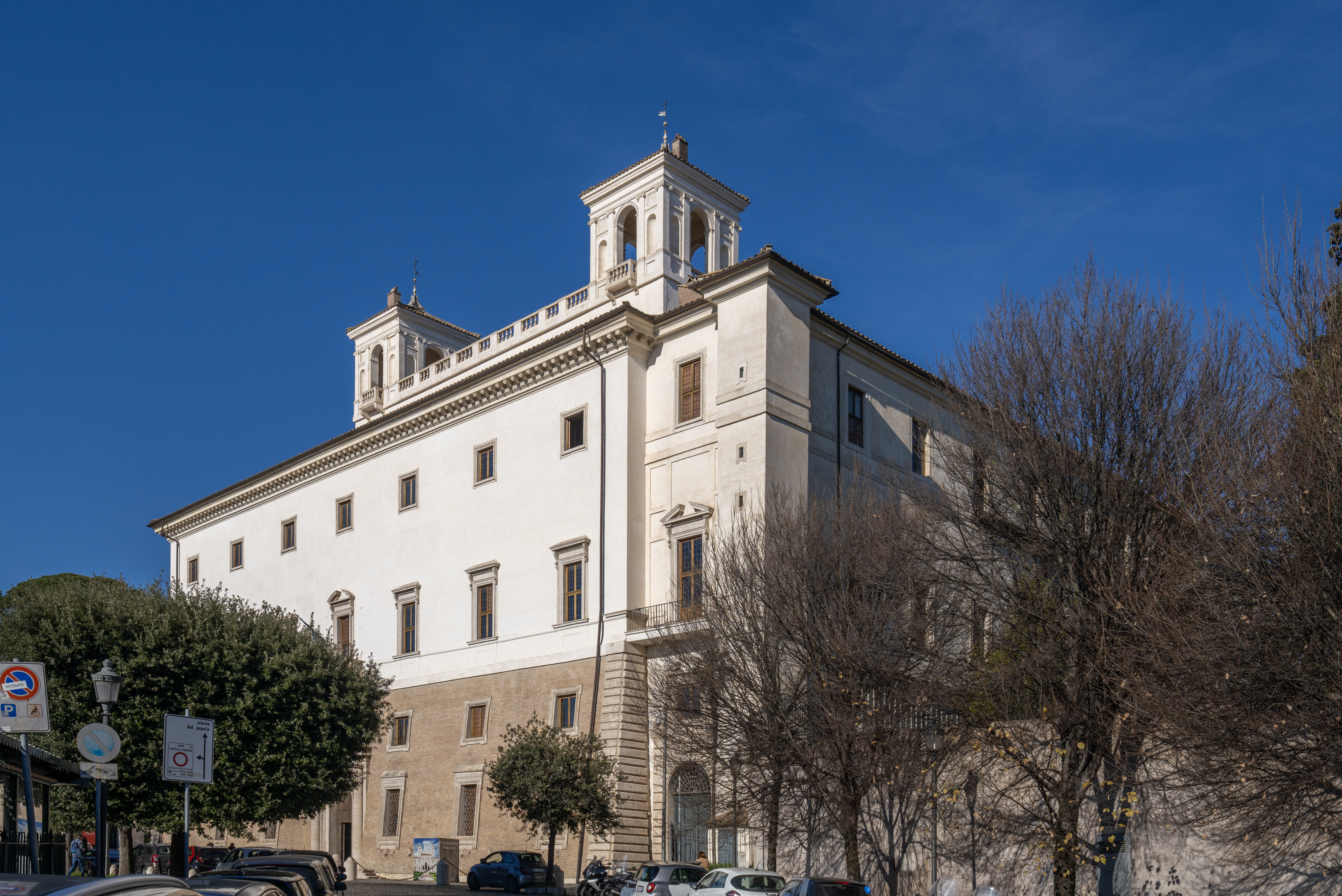
Vila Medici

Academia Franceză din Roma (franceză Académie de France à Rome) este un institut cultural francez localizat în Vila Medici, aflată în grădinile Vilei Borghese de pe dealul Pincio din Roma, Italia.

## Istoric
Academia a fost înființată la Palatul Capranica în anul 1666 by Ludovic al XIV-lea sub îndrumarea lui Jean-Baptiste Colbert, a lui Charles Le Brun și a lui Gian Lorenzo Bernini. Scopul academiei a fost oferirea de burse de studii, pe o perioadă de trei sau patru ani, câștigătoriilor premiului Prix de Rome în orașul etern. Premiul Prix de Rome se acorda pentru arhitectură, sculptură, pictură, iar mai târziu pentru compoziție muzicală.
Sediul academiei a fost în palatul Capranica până în anul 1737, apoi în Palatul Mancini între anii 1737 și 1793. În anul 1803 Napoleon Bonaparte a mutat sediul academiei la vila Medici. 
În timpul primului război mondial competiția Premiului Romei a fost întreruptă, iar în timpul celui de-al doile război mondial, Mussolini a consfiscat vila Medici, în anul 1941, forțând mutarea acdemiei la Nisa, iar mai apoi la Fontainebleau, până în anul 1945.
Competiția Prix de Rome a fost eliminată în anul 1968 de către André Malraux, iar Academia de arte frumoase din Paris și Institutul francez au cedat administrarea vilei Medici, Ministerului Culturii francez.

## Lista directorilor
- 1666-1672 : Charles Errard
- 1673-1675 : Noël Coypel
- 1675-1684 : Charles Errard

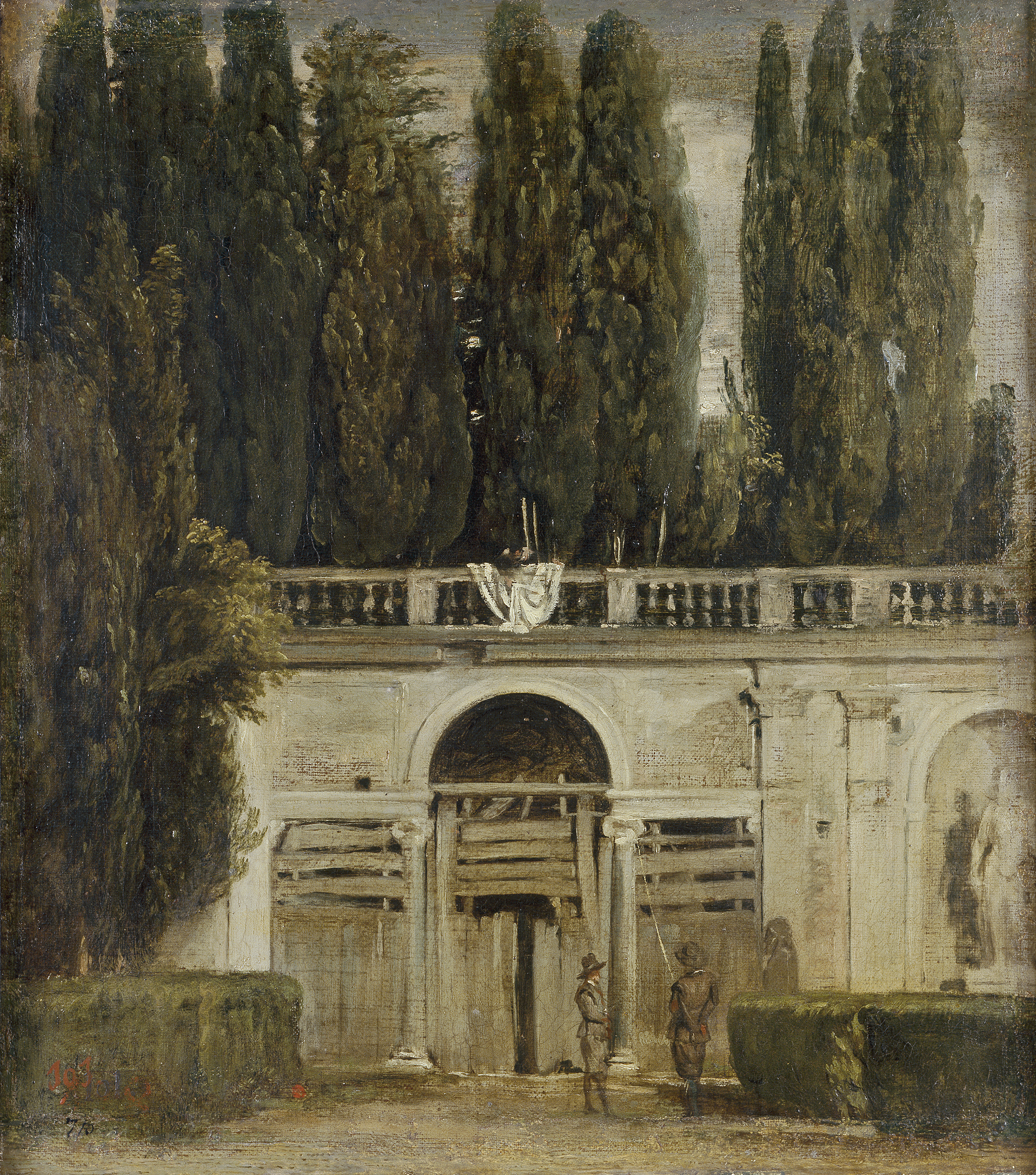
Vila Medici pictată de Velázquez

- 1684-1699 : Matthieu de La Teullière
- 1699-1704 : René-Antoine Houasse
- 1704-1725 : Charles-François Poerson
- 1725-1737 : Nicolas Vleughels
- 1737-1738 : Pierre de L'Estache
- 1738-1751 : Jean-François de Troy
- 1751-1775 : Charles-Joseph Natoire
- 1775         : Noël Hallé
- 1775-1781 : Joseph-Marie Vien
- 1781-1787 : Louis Jean François Lagrenée
- 1787-1792 : François-Guillaume Ménageot
- 1792-1807 : Joseph-Benoît Suvée
- 1807         : Pierre-Adrien Pâris
- 1807-1816 : Guillaume Guillon Lethière
- 1816-1823 : Charles Thévenin
- 1823-1828 : Pierre-Narcisse Guérin
- 1829-1834 : Horace Vernet
- 1835-1840 : Jean-Auguste-Dominique Ingres
- 1841-1846 : Jean-Victor Schnetz
- 1847-1852 : Jean Alaux
- 1853-1866 : Jean-Victor Schnetz
- 1866-1867 : Joseph-Nicolas Robert-Fleury
- 1867-1873 : Ernest Hébert
- 1873-1878 : Jules Eugène Lenepveu
- 1879-1884 : Louis-Nicolas Cabat
- 1885-1890 : Ernest Hébert
- 1891-1904 : Jean-Baptiste-Claude-Eugène Guillaume
- 1905-1910 : Charles-Emile-Auguste Durand
- 1913-1921 : Albert Besnard
- 1921-1933 : Denys Puech
- 1933-1937 : Paul-Maximilien Landowski
- 1937-1960 : Jacques Ibert
- 1961-1977 : Comte Balthazar Klossowski de Rola
- 1977-1984 : Jean Leymarie
- 1985-1994 : Jean-Marie Drot
- 1994-1997 : Pierre-Jean Angremy
- 1997-2002 : Bruno Racine
- 2002-2008 : Richard Peduzzi
- 2008-2009 : Frédéric Mitterrand
- 2009-present: Eric de Chassey